# Шретер, Кароль
Кароль Шретер (пол. Karol Szreter; 29 сентября 1898, Лодзь — 20 марта 1933, Берлин) — немецкий пианист польского происхождения.
Дебютировал в 1909 году в Варшаве. С 13 лет учился в Санкт-Петербурге, затем в Берлине у Эгона Петри. С начала 1920-х гг. интенсивно записывался, особенно для студии Parlophone, выступая и с сольными произведениями (записал, в частности, полностью цикл Роберта Шумана «Карнавал»), и как ансамблист (в частности, в составе фортепианного трио с Борисом Кройтом и Арнольдом Фёльдеши), и с оркестром (первая полная запись Четвёртого концерта Людвига ван Бетховена, 1926). Нередко выступал с виолончелистом Григорием Пятигорским; в нескольких мемуарах отражено их совместное исполнение Сонаты для виолончели и фортепиано Сергея Рахманинова на частном приёме в честь Рахманинова во время его визита в Берлин.
Умер от лейкемии.
Шретеру посвящена Сюита в старинном стиле Александра Тансмана (1929).